# Xanthocastnia evalthe
Xanthocastnia evalthe is een vlinder uit de familie Castniidae. De wetenschappelijke naam van de soort werd, als Papilio evalthe in 1776 door Johann Christian Fabricius gepubliceerd.
De soort komt voor in het Neotropisch gebied van Mexico tot Brazilië. De larven leven op Bromelia en Heliconia.

## Ondersoorten
- Xanthocastnia evalthe evalthe (Suriname, Frans-Guyana)
  - = Papilio dardanus Cramer, 1775 (niet beschikbare naam onder ICZN Opinion 620)
  - = Castnia evaltheformis Houlbert, 1917
- Xanthocastnia evalthe cuyabensis Lathy, 1922 (Brazilië)
  - = Xanthocastnia evalthe cuyabensis Lathy, 1922
- Xanthocastnia evalthe euphrosyne (Perty, 1833) (Brazilië)
  - = Castnia euphrosyne Perty, 1833
  - = Euphrosyne pertyi Buchecker, 1876
  - = Castnia euphrosyne anerythra Rothschild, 1919
- Xanthocastnia evalthe evalthoides (Strand, 1913) (Bolivia)
  - = Castnia evalthoides Strand, 1913
- Xanthocastnia evalthe quadrata (Rothschild, 1919) (Peru)
  - = Castnia quadrata Rothschild, 1919
- Xanthocastnia evalthe vicina (Houlbert, 1917) (Ecuador)
  - = Castnia vicina Houlbert, 1917
- Xanthocastnia evalthe vicinoides (Hopp, 1925) (Colombia)
  - = Castnia vicinoides Hopp, 1925
- Xanthocastnia evalthe viryi (Boisduval, 1875) (Mexico)
  - = Castnia viryi Boisduval, 1875
- Xanthocastnia evalthe wagneri (Buchecker, 1880) (Colombia)
  - = Corybantes wagneri Buchecker, 1880
  - = Castnia evalthonida Houlbert, 1917
  - = Castnia evalthonida var. flexifasciata Houlbert, 1917
- Xanthocastnia evalthe tica Lamas, 1995 (Costa Rica)
  - = Castnia viryi intermedia Rothschild, 1919 non Pfeiffer, 1917